# Mischa Auer

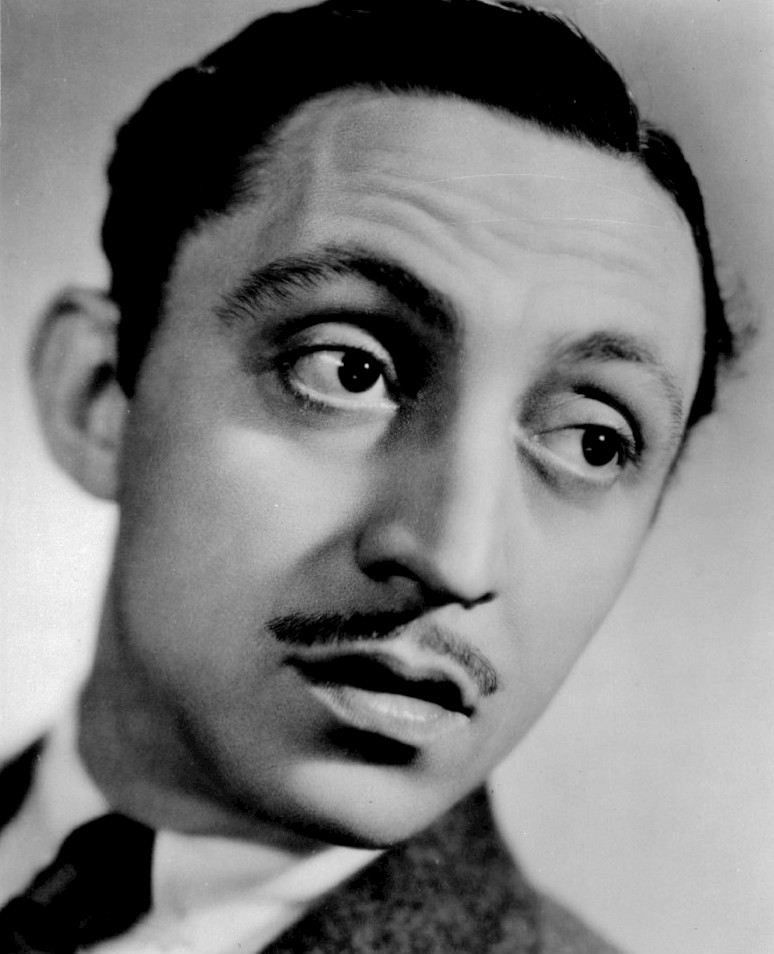
Mischa Auer på 1940-talet.

Mischa Auer, född 17 november 1905 i Sankt Petersburg, död 5 mars 1967 i Rom, Italien, var en ryskfödd amerikansk skådespelare. Han föddes som Mischa Ounskowsky men bytte sedan till sin morfars (violinisten Leopold von Auer) efternamn.
Han filmdebuterade i Hollywood 1928 och fick ett genombrott med sin roll i filmen Godfrey ordnar allt 1936. Han nominerades för rollen till en Oscar för bästa manliga biroll. Han avslutade sin filmkarriär med roller i franska och italienska filmer.

## Filmografi (i urval)
- 1934 – Europas farligaste kvinna
- 1936 – Flickorna gör slag i saken
- 1936 – Godfrey ordnar allt
- 1936 – Prinsessan Olga av Sverige
- 1937 – Stjärna sökes
- 1937 – 100 man och en flicka
- 1938 – Kärleksduetten
- 1938 – Firman fixar allt
- 1938 – Komedin om oss människor
- 1938 – Vad ska en fattig flicka göra?
- 1939 – Ingen ängel
- 1940 – Kärlek vid första smällen
- 1940 – Sju syndare
- 1941 – Klackarna i taket
- 1941 – Galopperande flugan
- 1944 – Kvinnan i mörkret
- 1944 – Svartsjuka fruar
- 1945 – En stackars miljonär
- 1945 – Skandal vid hovet
- 1945 – …och sen var ingen kvar
- 1955 – Herr Satan själv
- 1966 – Ajöss Baby!